# Complexe funéraire de Khéops
Vous lisez un « bon article » labellisé en 2007.

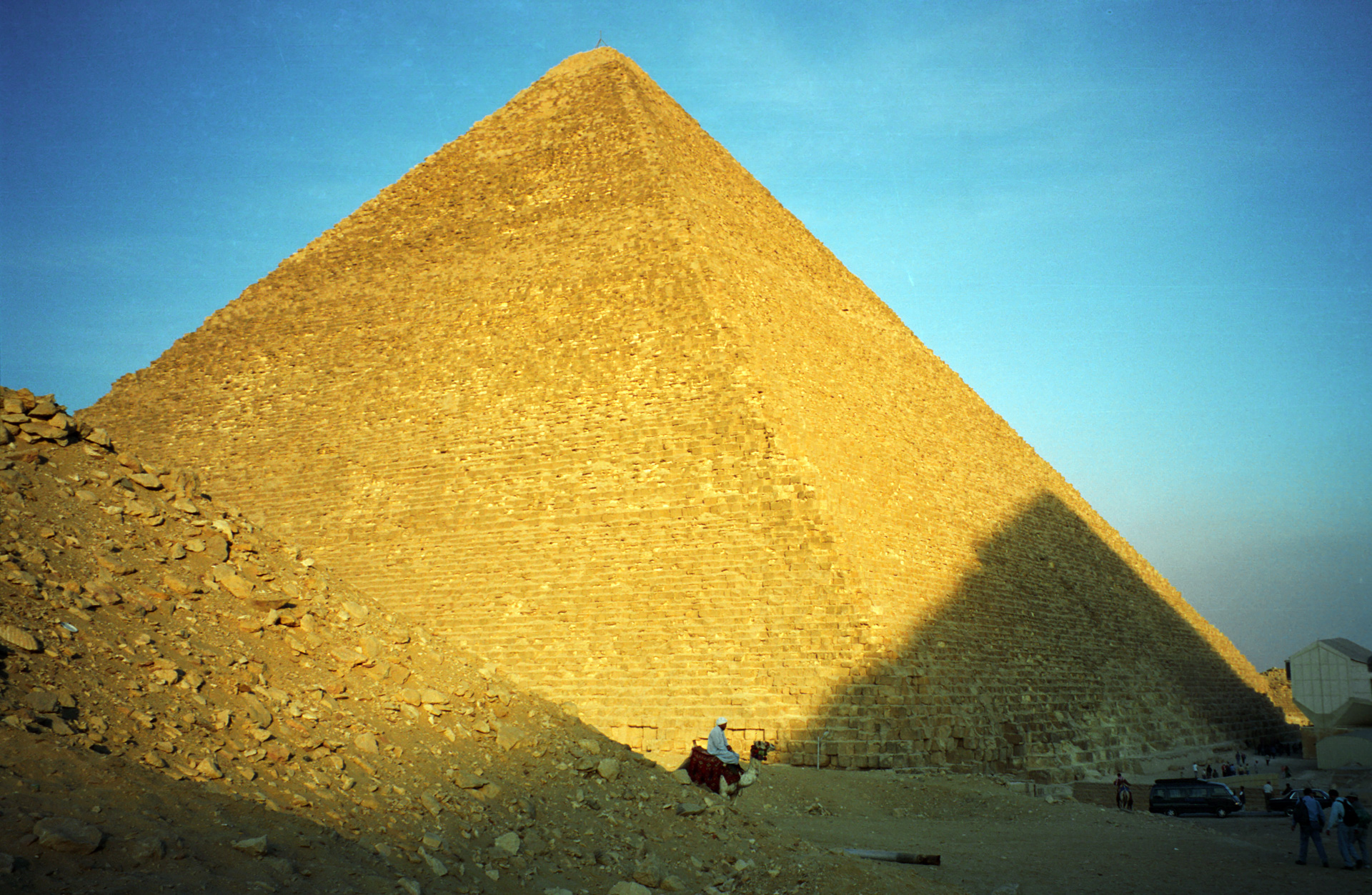
Vue de la pyramide de Khéops.

Le complexe funéraire de Khéops est un monument religieux érigé à Gizeh par les Égyptiens de l'Ancien Empire pour assurer l'immortalité du pharaon Khéops (IVe dynastie).
Composé d'un temple funéraire, de pyramides subsidiaires et d'annexes (fosses à barque), le complexe est dominé par un tombeau en forme de pyramide. Celle-ci est la plus grande des pyramides d'Égypte qui fut, jusqu'au début du XXe siècle, le plus volumineux et le plus massif monument jamais construit. Elle a détenu le record de la hauteur durant 4 000 ans et fut considérée, depuis au moins deux-mille ans, comme une des Sept Merveilles du monde. Le complexe est situé au sein d'une nécropole de fonctionnaires contemporains de Khéops.
Utilisé comme carrière de pierre au moins dès le Moyen Empire, la pyramide a perdu son revêtement en calcaire et son temple est aujourd'hui complètement démantelé. 

## Vue d'ensemble du complexe

Carte des pyramides de Gizeh.

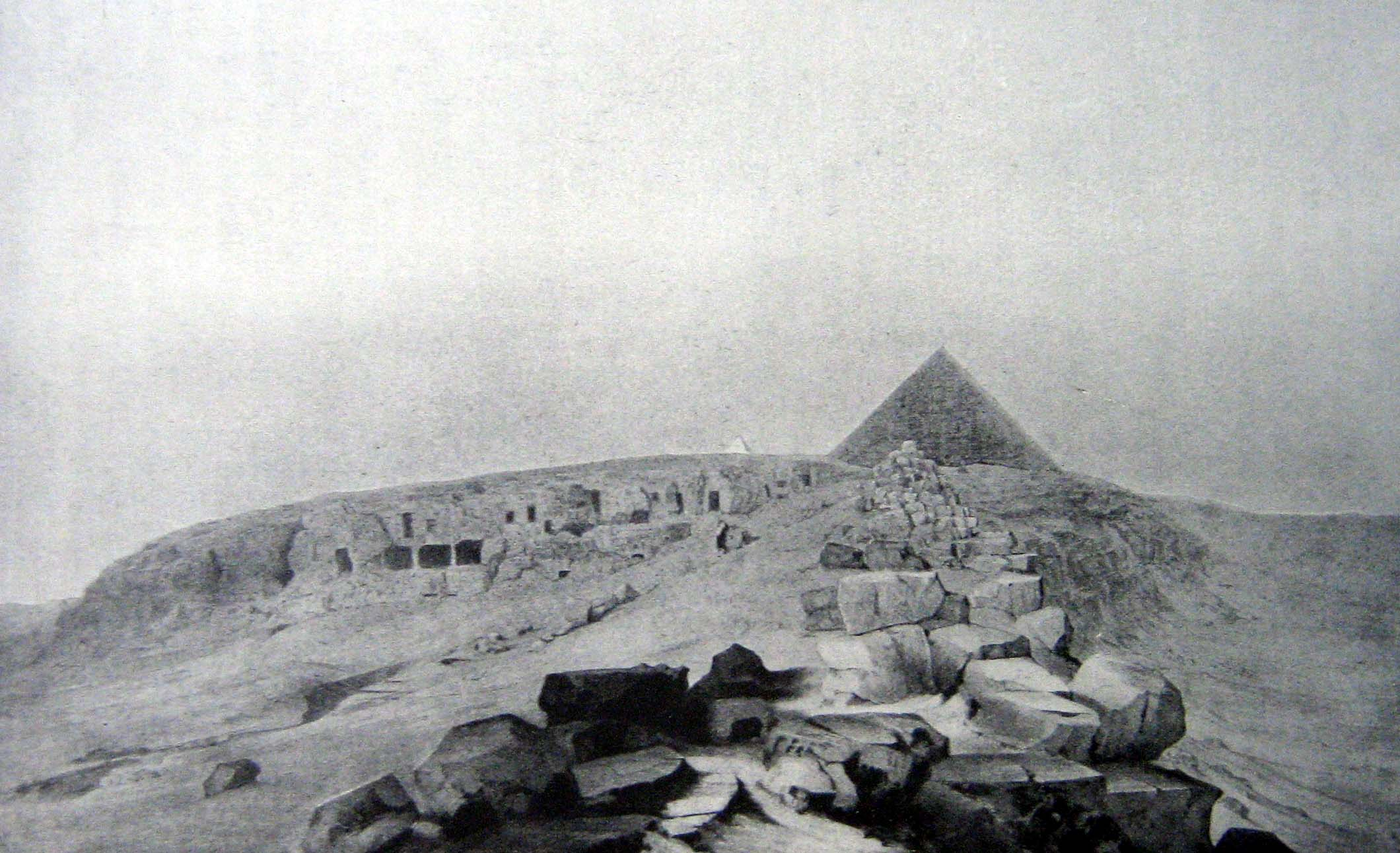
Vestiges de la chaussée du complexe funéraire de Khéops, encore visible au XIXe siècle.

La pyramide de Khéops fait partie d'un complexe plus large, constitué :
- d'un temple funéraire en deux parties, une basse appelée « temple de la vallée » et une partie haute située à proximité de la pyramide, ces deux parties étant reliées par une chaussée servant de galerie de communication[1] ;
- d'un ensemble composé de la pyramide de Khéops, de trois pyramides de reines, d'une pyramide satellite, ceint d'une muraille, relié à la galerie de communication par l'intermédiaire de la partie haute du temple ; de celui-ci il ne subsiste qu'une partie du pavement en basalte d'une grande cour à ciel ouvert qui occupait l'essentiel du temple ;
- de multiples mastabas regroupés en trois cimetières ou villes de mastaba situées à l'orient derrière les pyramides des reines, au sud de la grande pyramide et à l'occident de la pyramide du roi, dans le désert.

Avec la pyramide de Khéops, deux autres pyramides à faces lisses, les pyramides de Khéphren et de Mykérinos dominent le plateau de Gizeh.
Deux barques solaires du pharaon Khéops furent découvertes en pièces détachées au fond d'une fosse. L'une d'entre elles a été réassemblée et est actuellement conservée au Musée de la barque solaire, à proximité de la pyramide.

## Pyramide de Khéops

Vue en coupe et distribution interne de la pyramide de Khéops.

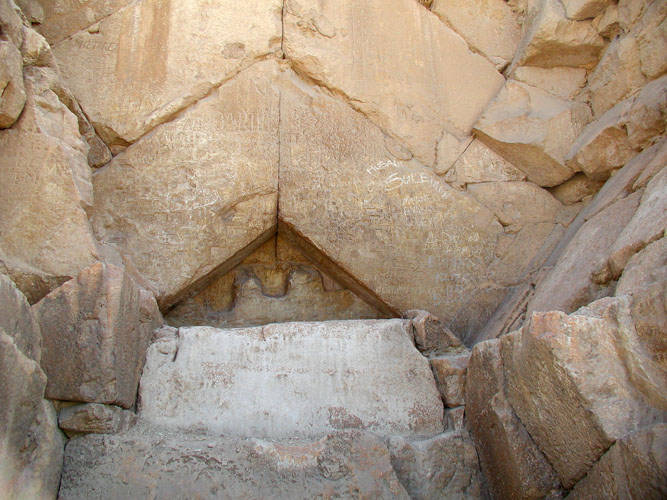
Système de couverture, entrée de la pyramide de Khéops.

- Base de la pyramide : sud = 230,454 m ; nord = 230,253 m ; ouest = 230,357 m ; est = 230,394 m ;
- Hauteur initiale : 146,58 m, aujourd'hui 137 m[2] ;
- Périmètre : 922 m ;
- Surface : 53 056 m2 ;
- Volume : 2 592 341 m3 ;
- Masse : 5 000 000 t[2] ;
- Orientation : faces orientées sur les quatre points cardinaux (erreur : ~ 3') ;
- Masse par bloc : chaque bloc de pierre calcaire polie pèse en moyenne 2,5 t ;

La pyramide de Khéops a bénéficié, pour son érection, des développements et des innovations techniques des pyramides de son père Snéfrou à Dahchour. Elle ne semble avoir subi aucun changement de plans à l'extérieur. Ce point est par contre sujet à discussions en ce qui concerne l'intérieur du monument. Deux écoles s'affrontent ; il y a les partisans d'un projet unique et les partisans de trois projets successifs. Il semble que l'architecte en fut le vizir Hémiounou.

## Temple funéraire

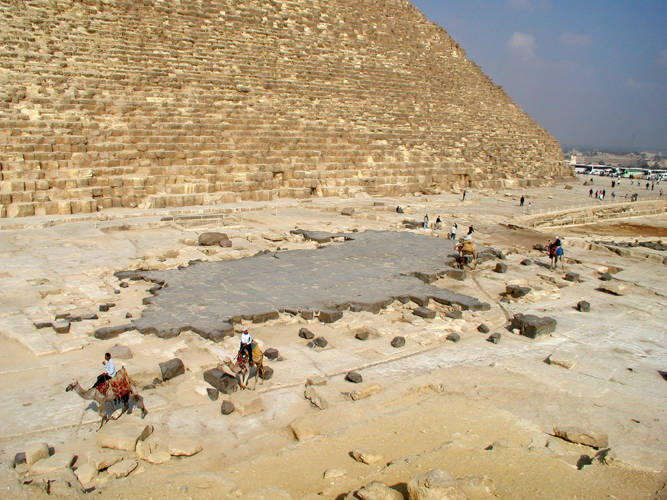
Vestiges du temple funéraire de Khéops.

Le temple d'accueil (ou temple bas) se trouve désormais sous les fondations de la ville jouxtant maintenant le plateau de Gizeh. Certains vestiges de son soubassement ont pu être identifiés récemment ainsi que les installations portuaires qui le jouxtaient lors de divers travaux d'aménagement du quartier de la ville de Gizeh qui recouvre le site archéologique. Ces fouilles de sauvetage n'ont pas permis de restituer le plan d'ensemble du monument.
Le temple funéraire (ou temple haut), quant à lui, n'a laissé que très peu de vestiges tels qu'une grande partie du dallage en basalte d'une grande cour qui en occupait le centre ainsi que quelques rares débris de granite. Plus grand que le temple funéraire de son prédécesseur Snéfrou à la pyramide rouge, il n'atteint pourtant pas les dimensions colossales et la complexité du temple funéraire de la pyramide de Khéphren. Il constitue néanmoins une étape importante dans l'évolution des temples hauts de l'Ancien Empire. Ses dimensions extérieures sont de 52,40 mètres, du nord au sud et de 40 mètres, d'est en ouest. D'un plan très simple, son entrée se faisait par l'extrémité ouest de la chaussée, située au centre de la façade est. Il en subsiste aujourd'hui un grand seuil en basalte de porte à deux vantaux. Le seuil franchi, le visiteur accédait directement à la vaste cour cérémonielle, péristyle et pavée de basalte noir. D'une dimension de quarante mètres sur vingt, elle était entourée d'un portique formé de trente-huit piliers carrés de granite, les piliers d'angle étant de section rectangulaire. Un bas-relief fut découvert en 1938 par l'égyptologue Selim Hassan, dans l'angle nord-ouest de cette cour. Ce bas-relief à demi effacé comporte une des très rares représentations de Khéops, ici coiffé de la couronne rouge de Basse-Égypte. Il y a tout lieu de déduire de cette découverte que les parois des murs du portique était décorés à l'instar du temple funéraire de la pyramide rhomboïdale.

Plan du temple funéraire de Khéops.

Le côté occidental de la cour ouvrait par ce portique sur une salle dont le plafond était soutenu par douze piliers de granite de mêmes proportions que ceux de la cour et disposés sur deux rangs. Cette salle occupe le centre de la partie intime du temple, partie réservée au culte funéraire du roi dont le sanctuaire se trouvait juste derrière, à l'ouest dans l'axe du monument. Deux pièces annexes encadrent au nord et au sud la salle aux piliers. Ils étaient accessibles par les côtés du portique de la grande cour, celui du sud possédait un escalier menant au toit du temple, celui du nord donnait accès au péribole de la pyramide royale. Ces pièces étaient sans doute des magasins destinés à abriter le matériel du culte.
À l'extrémité ouest de cette cour, se trouvait l'accès au sanctuaire. Cette partie du temple ne peut être reproduite sans incertitudes. Certains égyptologues comme l'allemand Herbert Ricke imaginent deux stèles flanquées contre la face est de la pyramide, à l'instar des pyramide de Meïdoum et de Dahchour sud. Tandis que d'autres, suivant l'idée de Jean-Philippe Lauer, suggèrent une table d'offrande suivie par deux fausses portes. Les murs du temple furent tous construits en pierres calcaires, détail architectonique le différenciant une fois encore des temples construits durant les règnes suivants.

## Pyramides subsidiaires

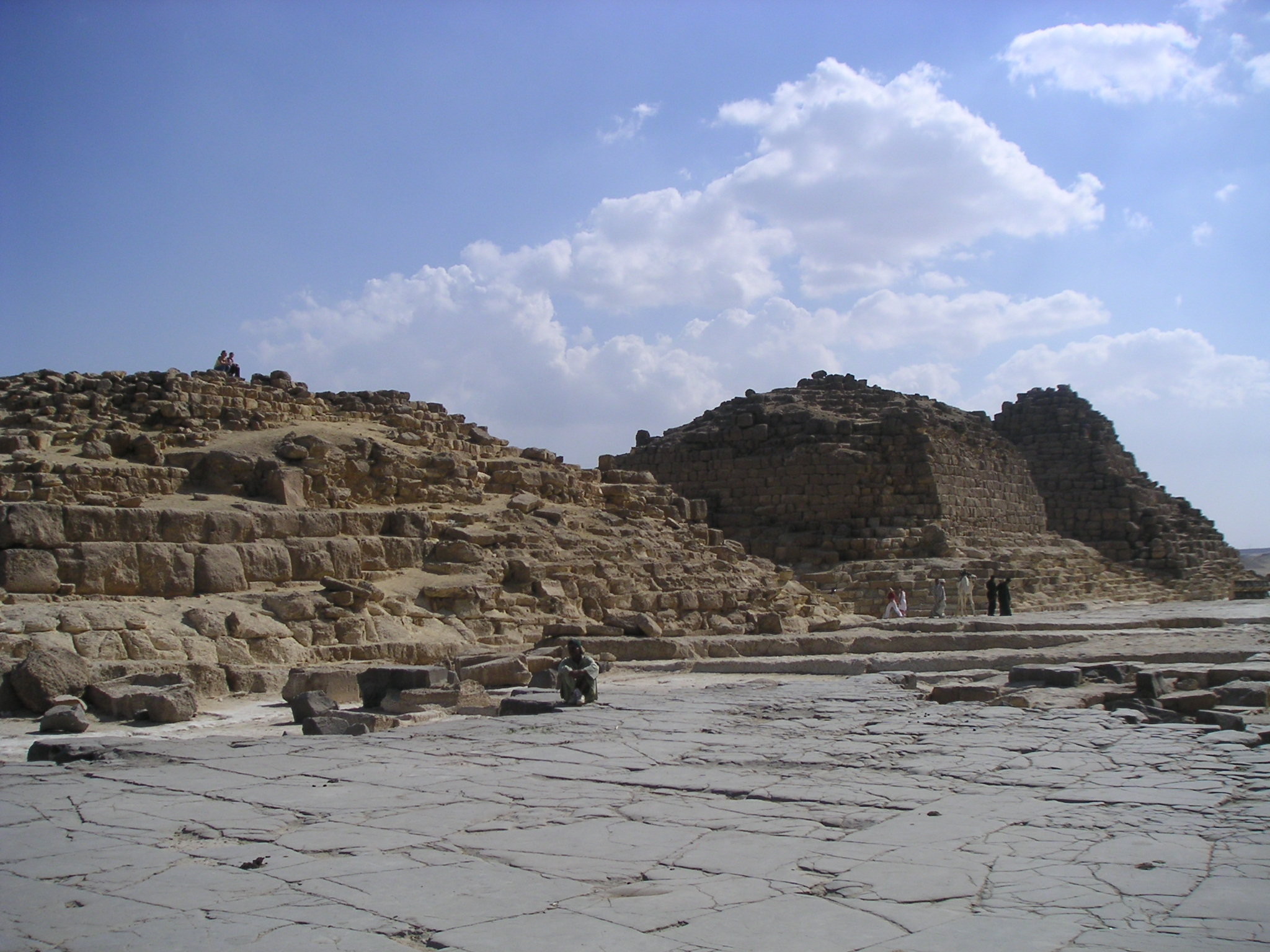
Les pyramides des reines : de gauche à droite G1A, G1B et G1C.

Trois pyramides se situent à l'est de la pyramide de Khéops, entre l'enceinte et la nécropole est. Une quatrième pyramide dite satellite fut découverte en 1991 entre celles-ci et le coin sud-est de la grande pyramide. Elles sont de type à faces lisses mais, fortement dégradées, leurs parements se limitent à quelques pierres de la première assise. Elles ont toutes une structure interne constituée d'un massif en gradins. Leurs entrées font face au nord et toutes possèdent un caveau creusé dans la roche, dépourvu de sarcophage. Leur attribution étant encore sujet à controverse, elles sont différenciées scientifiquement par les termes G1A, G1B et G1C, la pyramide satellite par G1D. G1A et G1B possèdent chacune une fosse à barque près de la face sud de la pyramide.
Les archéologues attribuent à des reines ces trois pyramides. D'une hauteur d'une vingtaine de mètres et bien qu'aucune inscription n'ait pu être retrouvée, des chapelles adjacentes les attribuent à Hénoutsen et Mérititès Ire, femmes du roi et à Hétep-Hérès Ire, sa mère. Au sujet de cette dernière, le doute persiste. En effet, en 1925, le riche mobilier funéraire de cette souveraine a été mis au jour dans une tombe proche des pyramides. Si le nom de la reine y figure partout, son corps, lui, est introuvable.

### Pyramide G1A
La pyramide G1A a perdu les deux tiers de sa hauteur initiale. Le secteur est de la pyramide garde les traces d'une plate-forme qui supportait peut-être une chapelle funéraire mais aucun élément ne permet encore de l'affirmer. La sépulture est attribuée par l'égyptologue George Andrew Reisner à la première épouse de Khéops, la reine Mérititès Ire, en raison de sa proximité avec le mastaba de son fils Kaouab Ier. Mark Lehner, quant à lui l'attribue à la reine Hétep-Hérès Ire, du fait de la proximité du tombeau avec sa cachette royale (voir ci-dessous).

### Pyramide G1B
Une chapelle de culte était accolée contre la face est de la pyramide G1B. Cette pyramide avait, près de sa face sud, une fosse à barque aujourd'hui disparue sous un chemin d'accès au site. Les égyptologues Mark Lehner et Rainer Stadelmann l'attribuent à la reine Mérititès Ire. Zahi Hawass propose la reine qui a enfanté le successeur de Khéops, le souverain Djédefrê.

### Pyramide G1C
La pyramide G1C est la mieux préservée des pyramides subsidiaires. Toutefois, elle est restée inachevée, des tracés de conception étant encore visibles aux angles de la base du monument. Un temple d'Isis d'époque tardive (XVIIIe dynastie) est accolé contre la face est de la pyramide. Ce temple fut construit en incorporant les éléments de l'antique chapelle funéraire. Une stèle (la stèle de l'inventaire), datant du Nouvel Empire fut découverte dans les vestiges du temple. Cette stèle épigraphe porte une inscription permettant d'attribuer la pyramide à la reine Hénoutsen.

### Pyramide G1D
La pyramide satellite G1D a été découverte en 1991 par l'équipe de Zahi Hawass, dirigeant à cette date du Conseil suprême des Antiquités égyptiennes. Elle porte le nom de G1D et est située près de l'angle sud-est et à l'est de la grande pyramide, à l'extérieur de l'enceinte. Cette pyramide a livré le deuxième plus ancien pyramidion connu après celui de la pyramide rouge à Dahchour. Ce monument est identifié par son découvreur à la pyramide subsidiaire du Ka bien que ce type d'édifice cultuel ait toujours été placé à l'intérieur du péribole de la pyramide principale d'un complexe pyramidal.

## Tombe d'Hétep-HérèsIre(G7000x)
C'est en 1926 que l'égyptologue américain George Andrew Reisner fit la découverte d'une cachette royale dont la destination fut de sauvegarder le mobilier funéraire de la mère de Khéops, la reine Hétep-Hérès Ire. Elle se situe à l'est de la grande pyramide, aux abords de la pyramide subsidiaire G1A. Il s'agit de l'une des plus importantes découvertes archéologiques relatives à l'Ancien Empire.

## Fosses à barque

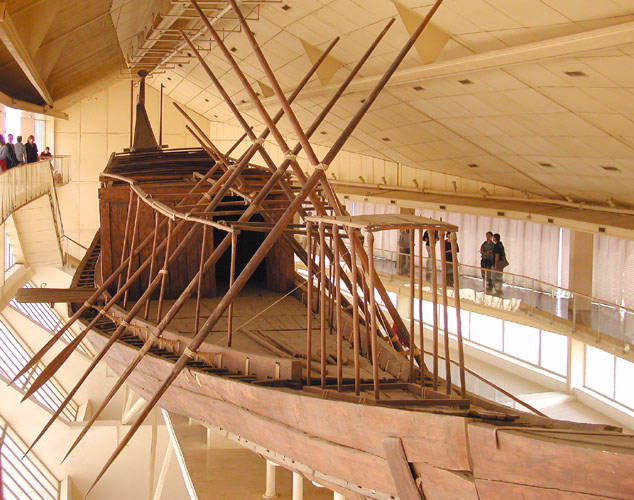
La barque reconstituée de Khéops (Musée de la barque solaire)

Cinq fosses à barque prennent place aux abords de la pyramide : trois fosses vides de forme naviforme à l'est (dont l'une fut implantée parallèlement à la chaussée) et deux fosses rectangulaires au sud contenant chacune une grande barque en bois, démontée. Ces deux dernières furent découvertes en 1954 sous les débris de l'enceinte sud de la pyramide, par l'égyptologue égyptien Kamal el-Mallakh. La fosse la plus à l'est, d'une longueur de 32,50 mètres, fut découverte dans un parfait état de conservation et couverte de 41 dalles de calcaire pesant chacune en moyenne quinze tonnes. La plus grande dalle mesure 4,80 mètres de long. De nombreux graffitis figurent sur les parois de la fosse et mentionnent le nom du successeur et fils de Khéops, Djédefrê. Il semble donc que Djédefrê organisa les funérailles de son père et fut responsable de l'achèvement de son complexe funéraire. La barque de cette fosse a pu être reconstituée par le conservateur Hadj Ahmad Youssef, à partir des 1 224 éléments entreposés,. D'une longueur totale de 43,40 mètres, en cèdre et en acacia, ce navire est, depuis sa restauration, exposée au Musée de la barque solaire, tandis que la barque de la fosse ouest n'a pas encore été étudiée et demeure toujours dans sa fosse.
Il est fort probable que les trois fosses situées à l'est de la pyramide aient contenu chacune une barque similaire. Des fragments de pièces de bois ainsi que des cordages ont d'ailleurs été retrouvés dans la fosse jouxtant la chaussée funéraire. Cette dernière est d'une conception différente des quatre autres. En effet, la forme de cette fosse est comparée à celle des bateaux de la période archaïque et un escalier de dix-huit marches fut aménagé à l'intérieur.
La signification religieuse ainsi que la provenance de ces barques sont toujours sujettes à discussion. Tout d'abord, l'égyptologue Jaroslav Černý identifie les quatre barques parallèles à la pyramide, à des barques rituelles assurant le transport du roi défunt aux quatre points cardinaux, la cinquième barque ayant emporté le corps du souverain jusqu'au temple de la vallée. Ensuite, l'égyptologue britannique Walter Bryan Emery propose l'idée de barques solaires emmenant le roi vers le dieu soleil Rê afin qu'il l'accompagne dans sa course diurne et sa course nocturne. Et enfin, Abdel Moneïm Aboubakr les assimile aux embarcations que le roi aurait empruntées durant sa vie terrestre afin d'effectuer ses nombreux pèlerinages, les cérémonies et ses voyages.

## Nécropole des hauts fonctionnaires

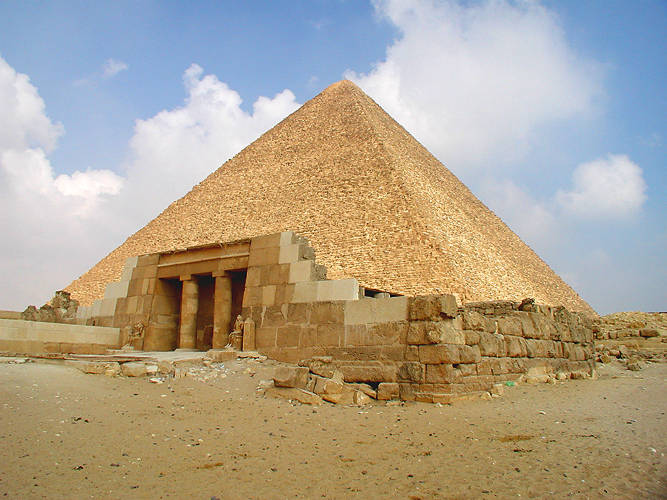
Entrée du mastaba de Sechemnefer IV (cimetière sud).

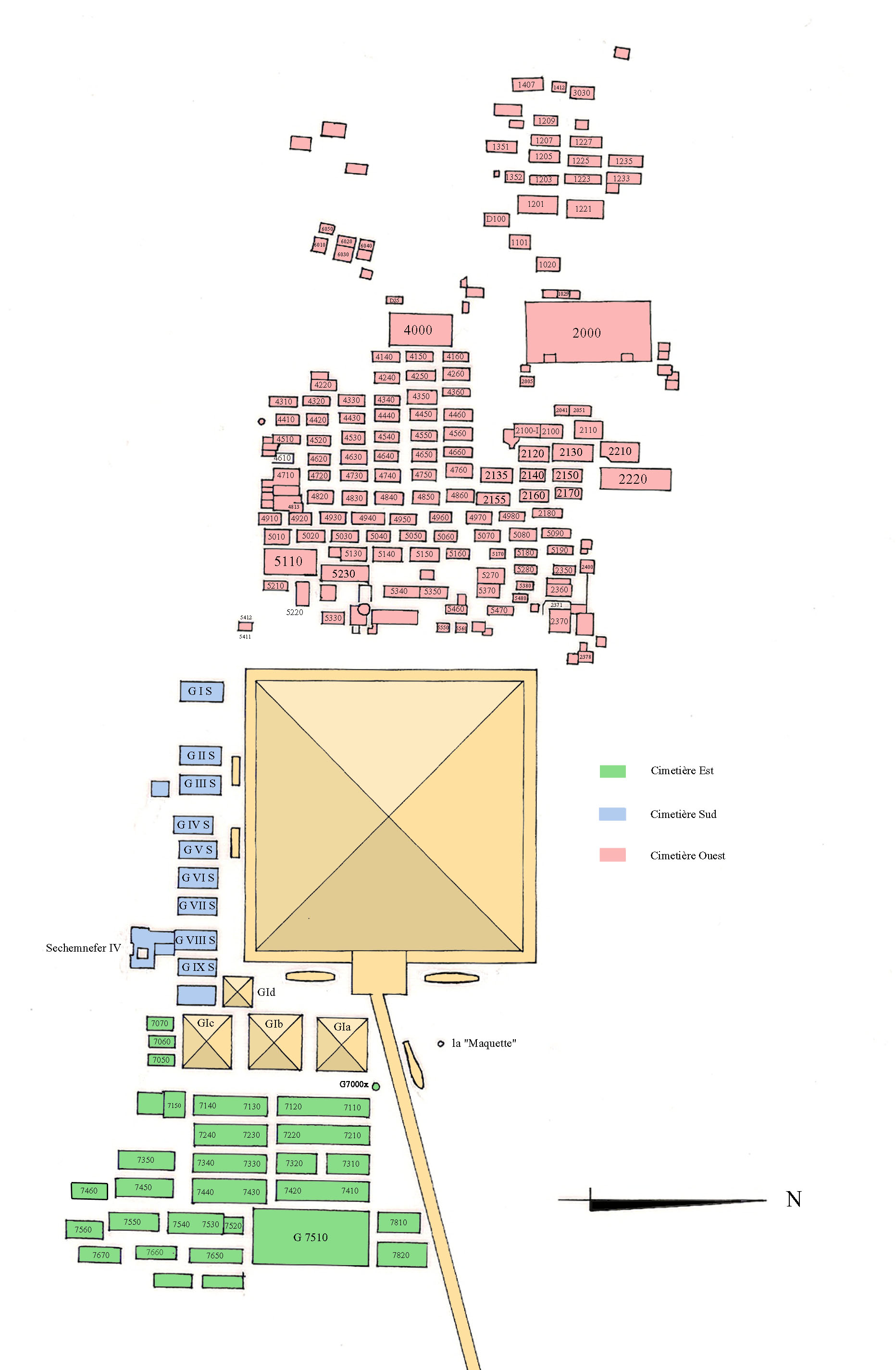
Carte de la nécropole.

La pyramide de Khéops focalise l'attention de par ses propriétés. Elle occupe cependant une place centrale dans un complexe comprenant de nombreux éléments éprouvés durant les règnes précédents. Mais ce complexe se trouve être lui-même au centre d'une vaste nécropole (l'une des plus vastes de la Basse-Égypte) composée de mastabas et de tombes ayant appartenu à des hauts fonctionnaires et des membres de la famille royale contemporains du règne de Khéops et d'autres un peu plus tardives de la IVe à la VIe dynastie. Le mastaba, contemporain de Khéops, suit un plan normalisé décrivant une substructure composée d'un puits vertical aboutissant à une chambre funéraire et une superstructure rectangulaire en pierres calcaires dans lequel était aménagé un lieu de culte funéraire indiqué par une stèle fausse-porte protégée par une chapelle funéraire. Les tombeaux de cette époque sont caractérisés par une décoration très sobre, rompant le lien avec la tradition ornementale du règne précédent. Cependant, le répertoire iconographique s'enrichira au fil du temps et passera des représentations de scènes de repas funéraires à la IVe dynastie aux scènes de la vie quotidienne de la VIe dynastie, plus riches et plus personnalisées dont le développement imposera l'accroissement des surfaces à décorer et, par conséquent, du nombre de salles funéraires. Des sculptures typiques du règne de Khéops et de cette nécropole ont été découvertes dans de nombreux mastabas. Il s'agit des têtes de réserves. Fabriquées en plâtre, elles présentent chacune une forte individualité et leur destination, sans doute rituelle, est encore mal comprise. On distingue trois groupes principaux dans cette nécropole, le cimetière est, le cimetière sud (ou G1S) et le cimetière ouest. Les cimetières ouest et est furent en grande partie étudiés par l'égyptologue George Andrew Reisner.

### Cimetière est
Cette partie de la nécropole réunit les sépultures de personnages importants de la famille royale. C'est donc à juste titre, qu'elles prennent place aux côtés des pyramides des reines. On y trouve les sépultures des fils de Khéops, Kaouab Ier (G 7120 et G 7110), Hordjédef (G 7220 et G7210) et Khoufoukhâf (G 7140 et 7130) entre autres. Le mastaba G 7340 a livré un sarcophage en calcaire peint décoré d'un motif de « façade de palais ». Le mastaba de Ânkhkhâf et Hétep-Hérès II (G 7510) est le plus imposant et domine l'extrémité est de la nécropole. Les fouilles de l'édifice révélèrent un buste en calcaire peint d'Ânkhkhâf qui est considéré, à juste titre, comme le chef-d’œuvre de la statuaire de l'Ancien Empire.

### Cimetière sud (G1S)
Ce cimetière, situé juste au sud de l'enceinte du complexe de Khéops, est dominé par neuf grands mastabas dont quelques-uns ont pu être attribués à des personnages contemporains du règne de Mykérinos. Entre ces sépultures se trouvent de nombreux monuments datant des Ve et VIe dynasties. Au sud-est de ce cimetière se trouve l'imposant mastaba du vizir de la Ve dynastie, Sechemnéfer IV. Son accès se fait par une rampe flanquée de deux obélisques menant à une entrée à deux colonnes.

### Cimetière ouest
Le cimetière ouest est le plus important de la nécropole et regroupe une multitude de mastabas datant de la IVe à la VIe dynastie. Divisé en trois parties, les archéologues distinguent le cimetière dit en échelon aux abords de la pyramide et regroupant principalement les sépultures de prêtres attachés aux cultes funéraires. Vient ensuite le cimetière dit « village des mastabas » dont le plan très urbanisé rassemble les plus importants mastabas dont celui du vizir Hémiounou (G 4000), le mastaba le plus imposant G 2000 qui n'a pu être attribué et enfin, les plus petits mastabas de l'extrémité ouest de la nécropole.

## Exploration du complexe funéraire de l’Antiquité auXIXesiècle
Les premiers historiens et voyageurs à nous relater leurs explorations sont des auteurs grecs et latins : Hérodote, Diodore de Sicile, Strabon, Pline l'Ancien. Leurs descriptions sont centrées sur la pyramide elle-même et rien n'est écrit au sujet des édifices annexes.
C'est entre les années 1798 et 1801 que la mission scientifique commandée par Dominique Vivant Denon durant la campagne d'Égypte va pouvoir établir les premières observations rigoureusement archéologiques des vestiges du complexe funéraire. Outre de magnifiques planches représentant le site de Gizeh, la monumentale Description de l'Égypte, publiée sur l'ordre de l'empereur Napoléon Bonaparte nous livre les premières vues réalistes de l'intérieur de la grande pyramide, ainsi que des plans d'une très grande précision. On discerne encore à cette époque de vastes vestiges de la chaussée reliant le temple d'accueil au temple funéraire. La publication de la description va provoquer un véritable engouement. Les voyageurs et explorateurs vont se succéder durant le XIXe siècle. Les ingénieurs Richard William Howard Vyse et John Shae Perring vont fouiller, creuser et laisser de nombreuses traces de leurs passages dans la plupart des pyramides memphites et plus particulièrement dans la grande. Leurs résultats fournissent aujourd'hui encore des renseignements précieux pour qui veut étudier la grande pyramide.
À partir de cette date, la grande pyramide sera étudiée et mesurée dans ses moindres détails par de très nombreux savants, spécialisés ou non dans cette discipline. Deux ouvrages sont alors largement diffusés : le très controversé Our Inheritance in the Great Pyramid, de l'astronome écossais Charles Piazzi Smyth et ne se limitant qu'à la pyramide et The pyramids and temples of Gizeh, de William Matthew Flinders Petrie traitant le sujet dans sa globalité.

## Tourisme lié à la pyramide de Khéops

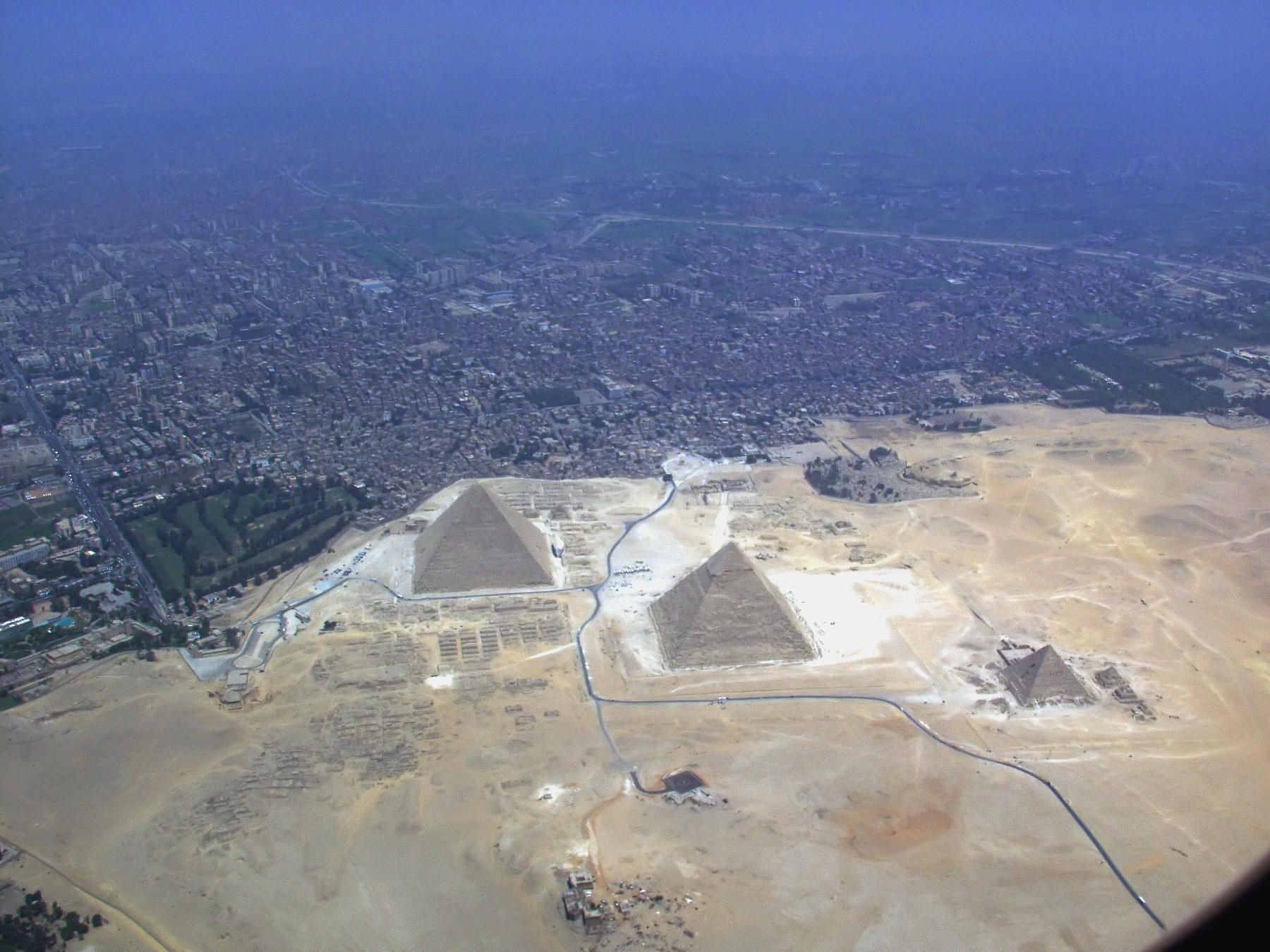
Urbanisation du plateau de Gizeh.

Haut lieu touristique, les pyramides sont menacées par la rapide urbanisation du plateau de Gizeh.
De ce fait une nouvelle politique de protection du plateau est en cours d'élaboration, avec notamment l'édification d'une clôture sur tout son pourtour délimitant ainsi la zone archéologique protégée et l'aménagement de deux entrées distinctes. L'accès des touristes non-égyptiens se fera par le nord du site, précisément à proximité de la pyramide de Khéops.

### La pyramide de Khéops et la fiction
Bande dessinée
- Edgar P. Jacobs, Le Mystère de la Grande Pyramide (1954-1955), volumes 4 et 5 de la série Blake et Mortimer
- Lucien De Gieter, Le talisman de la grande pyramide, volume 21 des aventures de Papyrus

Cinéma
- La Terre des pharaons de Howard Hawks, 1954